# 130
| 130                |
| ------------------ |
| Dødsfald - Fødsler |
|                    |

| Gregoriansk kalender | 130 CXXX                |
| Ab urbe condita      | 883                     |
| Armensk kalender     | I/T                     |
| Kinesiske kalender   | 2826 – 2827 己巳 – 庚午 |
| Etiopisk kalender    | 122 – 123               |
| Jødisk kalender      | 3890 – 3891             |
| Hindukalendere       |                         |
| - Vikram Samvat      | 185 – 186               |
| - Shaka Samvat       | 52 – 53                 |
| - Kali Yuga          | 3231 – 3232             |
| Iransk kalender      | 492 BP – 491 BP         |
| Islamisk kalender    | 507 BH – 506 BH         |

Se også 130 (tal)
Pave: Telesforus

## Begivenheder
- Den romerske kejser Hadrian besøger Antalya.

## Født
- 15. december – Lucius Verus, romersk kejser
- Polykrates fra Efesos?